# Ladies European Tour
La Ladies European Tour (LET) est le circuit professionnel des golfeuses (proettes) créé en 1979, basée en Angleterre. La plupart des golfeuses qui y participent sont Européennes mais il est possible de voir des golfeuses de nationalité non-européennes dont le plus gros contingent est australien. Elle est l'équivalent du LPGA pour le continent européen. Elle a pour mission d'organiser et de mettre en place les différents tournois de l'année, ces derniers peuvent être organisés hors de l'Europe et/ou être inscrit avec un autre circuit (comme l'Evian Masters qui est également inscrit sur le LPGA Tour).

## Trophées
Chaque année est sanctionnée de plusieurs trophées. L'ordre du Mérite européen est un classement établi sur les gains obtenus dans la saison. Dans le passé, ce classement a parfois utilisé un système de points.
Le Player of the Year, meilleure joueuse de l'année, est un trophée dont la gagnante est déterminée par un vote des membres du circuit. Ce vote doit récompenser la joueuse la plus brillante de la saison.
Le Rookie of the Year, meilleure débutante de l'année, récompense la meilleure joueuse, au classement des gains, effectuant sa première saison sur le circuit. Ce trophée a porté le nom Bill Johnson Trophy de 1999 à 2003. Il est désormais connu sous le nom Ryder Cup Wales Rookie of the Year.
| Année | Ordre du mérite         | Ordre du mérite | Golfeuse de l'année     | Débutante de l'année    |
| ----- | ----------------------- | --------------- | ----------------------- | ----------------------- |
| 2024  | Chiara Tamburlini       | 2 718,44 pts    | Chiara Tamburlini       | Chiara Tamburlini       |
| 2023  | Trichat Cheenglab       | 1 966,22 pts    | Johanna Gustavsson      | Trichat Cheenglab       |
| 2022  | Linn Grant              | 3 624,91 pts    | Linn Grant              | Linn Grant              |
| 2021  | Atthaya Thitikul        | 1 638,07 pts    | Atthaya Thitikul        | Atthaya Thitikul        |
| 2020  | Emily Kristine Pedersen | 1 249,35 pts    | Emily Kristine Pedersen | Stephanie Kyriacou      |
| 2019  | Esther Henseleit        | 743,06 pts      | Marianne Skarpnord      | Esther Henseleit        |
| 2018  | Georgia Hall            | 667,73 pts      | Georgia Hall            | Julia Engström          |
| 2017  | Georgia Hall            | 368 935 €       | Georgia Hall            | Camille Chevalier       |
| 2016  | Beth Allen              | 313 079 €       | Beth Allen              | Aditi Ashok             |
| 2015  | Shanshan Feng           | 399 213 €       | Nicole Broch Larsen     | Emily Kristine Pedersen |
| 2014  | Charley Hull            | 263 097 €       | Charley Hull            | Amy Boulden             |
| 2013  | Suzann Pettersen        | 518 448 €       | Lee-Anne Pace           | Charley Hull            |
| 2012  | Carlota Ciganda         | 251 290 €       | Carlota Ciganda         | Carlota Ciganda         |
| 2011  | Ai Miyazato             | 363 080 €       | Caroline Hedwall        | Caroline Hedwall        |
| 2010  | Lee-Anne Pace           | 339 518 €       | Lee-Anne Pace           | In-Kyung Kim            |
| 2009  | Sophie Gustafson        | 281 315 €       | Catriona Matthew        | Anna Nordqvist          |
| 2008  | Gwladys Nocera          | 391 839 €       | Gwladys Nocera          | Melissa Reid            |
| 2007  | Sophie Gustafson        | 222 081 €       | Bettina Hauert          | Louise Stahle           |
| 2006  | Laura Davies            | 471 727 €       | Gwladys Nocera          | Nikki Garrett           |
| 2005  | Iben Tinning            | 204 672 €       | Iben Tinning            | Elisa Serramia          |
| 2004  | Laura Davies            | 777,26 pts      | Stéphanie Arricau       | Minea Blomqvist         |
| 2003  | Sophie Gustafson        | 917,95 pts      | Sophie Gustafson        | Rebecca Stevenson       |
| 2002  | Paula Marti             | 6 589,00 pts    | Annika Sörenstam        | Kirsty S. Taylor        |
| 2001  | Raquel Carriedo         | 10 661,00 pts   | Raquel Carriedo         | Suzann Pettersen        |
| 2000  | Sophie Gustafson        | 8 777,00 pts    | Sophie Gustafson        | Giulia Sergas           |
| 1999  | Laura Davies            | 204 522 £       | Laura Davies            | Elaine Ratcliffe        |
| 1998  | Helen Alfredsson        | 125 975 £       | Sophie Gustafson        | Laura Philo             |
| 1997  | Alison Nicholas         | 94 590 £        | Alison Nicholas         | Anna Berg               |
| 1996  | Laura Davies            | 110 880 £       | Laura Davies            | Anne-Marie Knight       |
| 1995  | Annika Sörenstam        | 130 324 £       | Annika Sörenstam        | Karrie Webb             |
| 1994  | Liselotte Neumann       | 102 760 £       | N/A                     | Tracy Hanson            |
| 1993  | Karen Lunn              | 81 266 £        | N/A                     | Annika Sörenstam        |
| 1992  | Laura Davies            | 66 333 £        | N/A                     | Sandrine Mendiburu      |
| 1991  | Corinne Dibnah          | 89 058 £        | N/A                     | Helen Wadsworth         |
| 1990  | Trish Johnson           | 83 043 £        | N/A                     | Pearl Sinn              |
| 1989  | Marie-Laure De Lorenzi  | 77 534 £        | N/A                     | Helen Alfredsson        |
| 1988  | Marie-Laure De Lorenzi  | 99 360 £        | N/A                     | Laurette Maritz         |
| 1987  | Dale Reid               | 53 815 £        | N/A                     | Trish Johnson           |
| 1986  | Laura Davies            | 37 500 £        | N/A                     | Patricia Gonzalez       |
| 1985  | Laura Davies            | 21 735 £        | N/A                     | Laura Davies            |
| 1984  | Dale Reid               | 28 239 £        | N/A                     | Kitrina Douglas         |
| 1983  | Muriel Thomson          | 9 225 £         | N/A                     | N/A                     |
| 1982  | Jenny Lee Smith         | 12 551 £        | N/A                     | Val Skinner             |
| 1981  | Jenny Lee Smith         | 13 518 £        | N/A                     | N/A                     |
| 1980  | Muriel Thomson          | 8 008 £         | N/A                     | N/A                     |
| 1979  | Catherine Panton-Lewis  | 2 495 £         | N/A                     | N/A                     |